# قصبه الجزایر
قصبه الجزایر (به عربی: قصبة الجزائر) یک شهرداری در الجزایر است که در الجزیره واقع شده‌است.

## نگارخانه

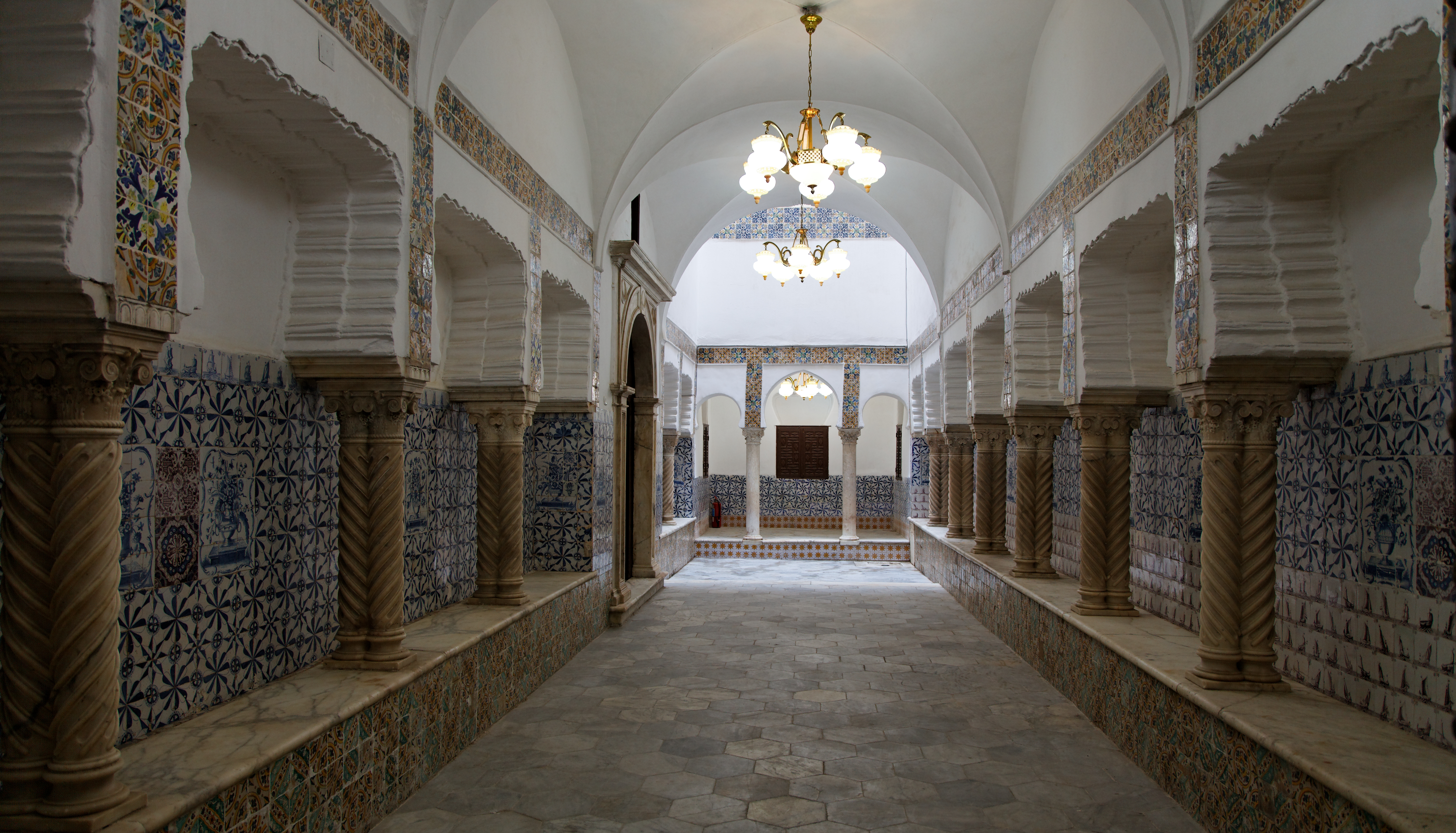
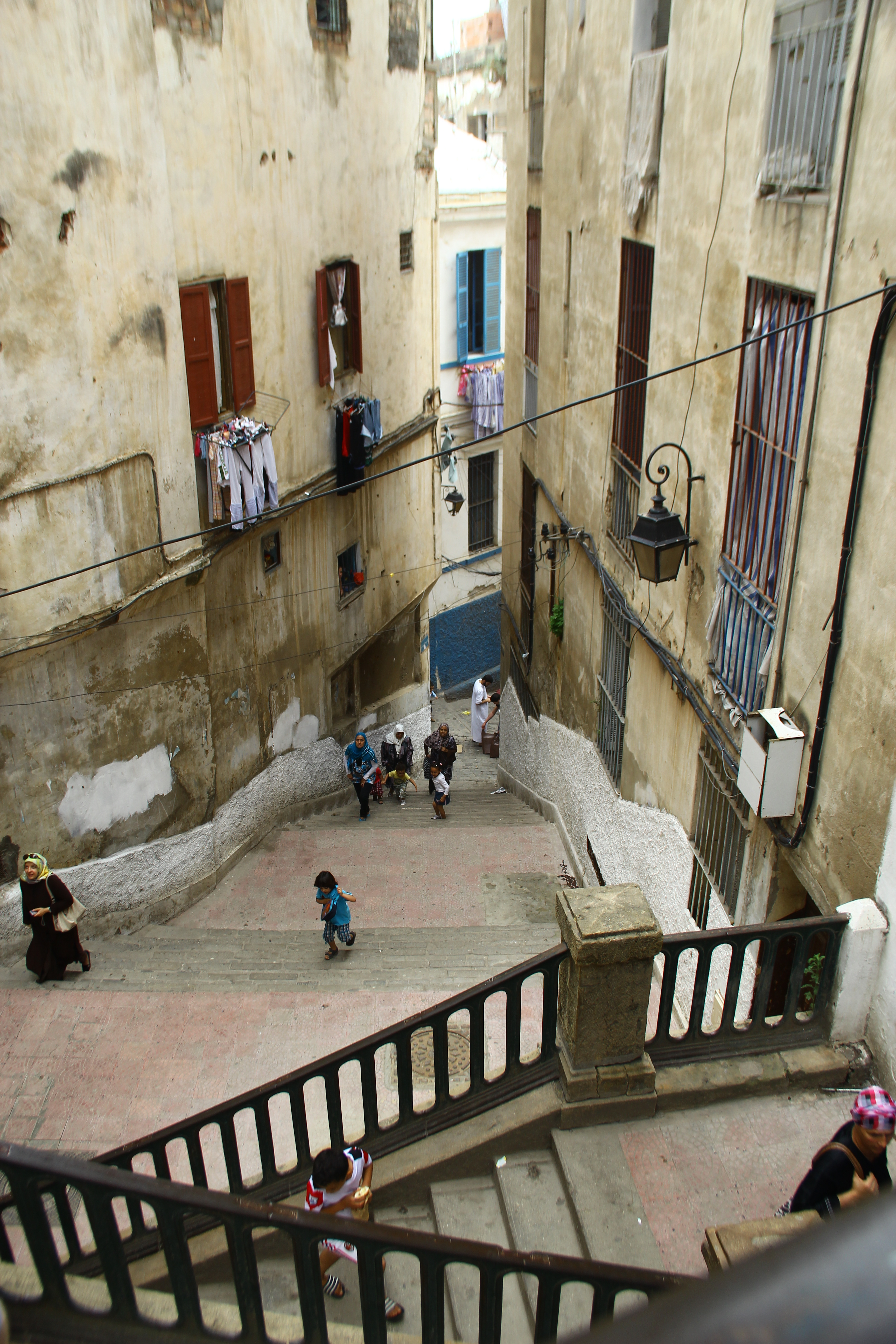
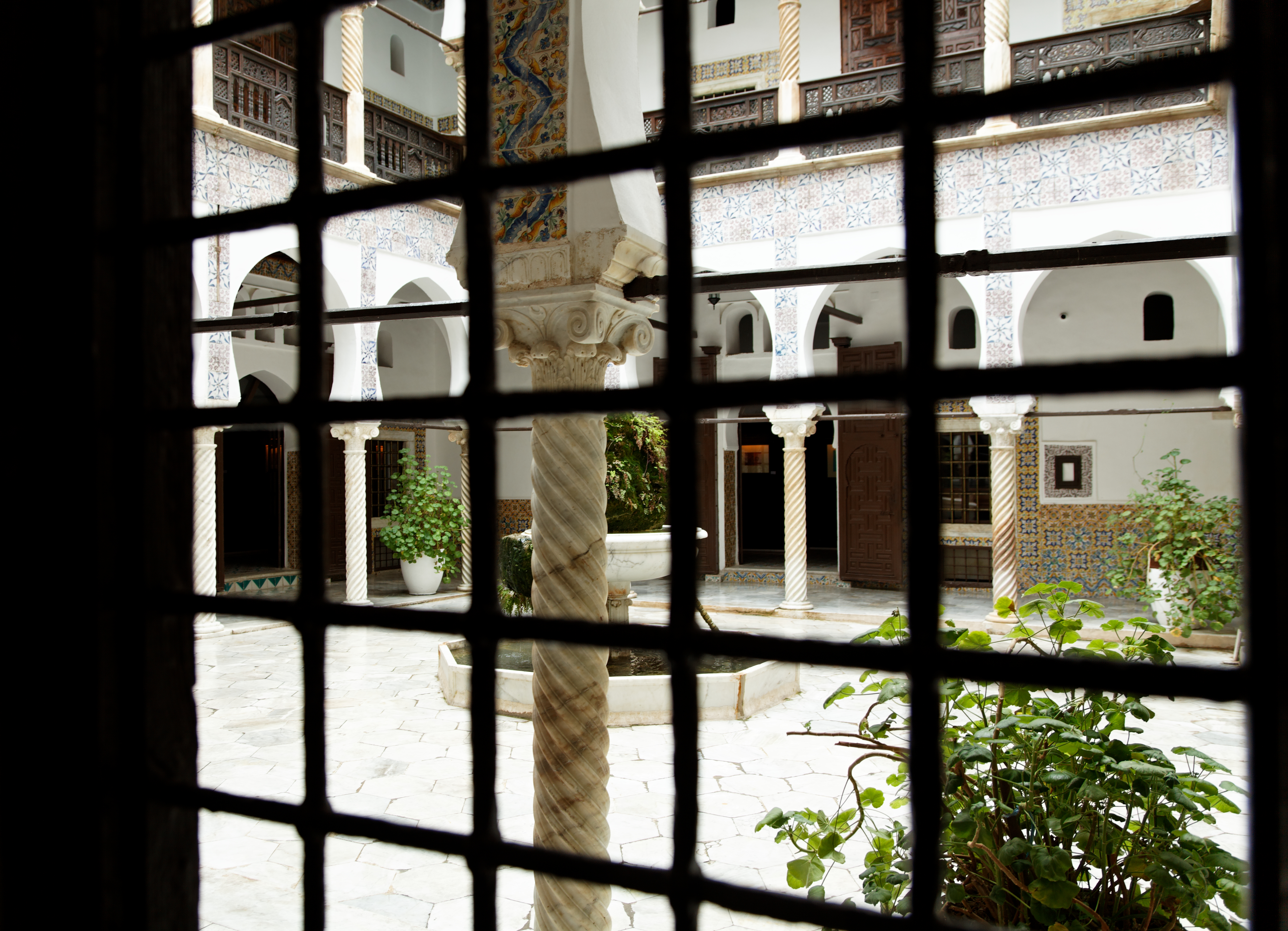
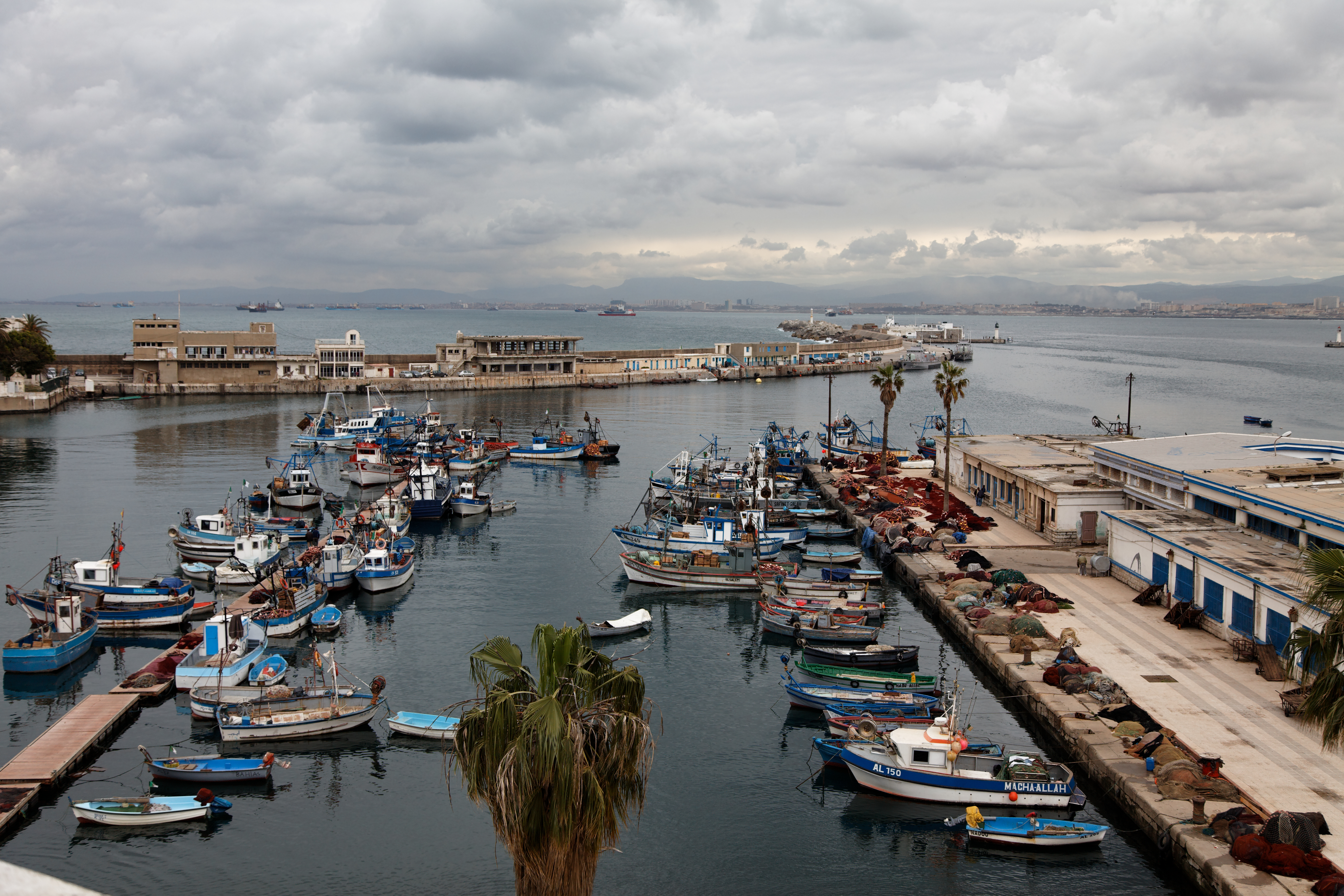